# Andrej Kraus
Andrej (Andy) Kraus (* 13. červenec 1967 Bojnice) je slovenský herec, humorista, scenárista a moderátor. Vystudoval Vysokou školu múzických umění v Bratislavě.
Účinkoval v rozhlasovém zábavném pořadu Twister a v televizních zábavných programech Uragán, Hurikán, Susedia a Kutyil s.r.o. Známý je zejména svou spoluprací s Petrem Marcinem. Chvíli moderoval i talkshow Nech sa páči, ale neujala se. V současnosti píše scénář seriálu Panelák na TV JOJ. Pro TV JOJ napsal i scénář seriálu Keby bolo keby a Pod povrchom.

## Filmografie
- 2008–2009 Kutyil s.r.o (Lajos Gyönyörű)
- 2008 Panelák (34. část, neurotický režisér Krausz)
- 2006–2007 Susedia (László Komárom)
- 1988 Postoj (Imro)
- 1987 Discopříběh (Cáfa)
- 1977 Kamarátka Šuška (Peter Horský)
- 1976 Sváko Ragan (TV film)

## Diskografie
- 2003 Hity z uragánu - Krímeš -, CD